# Ordos-Plateau
Das Ordos-Plateau ist eine steppen- und wüstenhafte Landschaft im Autonomen Gebiet Innere Mongolei im Norden der Volksrepublik China. Früher hieß die Region auch He-tau und später He-nan („Land südlich des Flusses“). Die Hochebene hat eine durchschnittliche Höhe von 1200 m ü. NN und gehört heute größtenteils zum Verwaltungsgebiet der Stadt Ordos.

## Lage
Das Plateau wird im Westen, Norden und Osten vom großen Bogen des Gelben Flusses umrahmt. Nördlich des Gelben Flusses trennen die Gebirge Kara-naryn-ula, Sheitenula, und In Shan – Ausläufer des Hinggan – die Ebene von der Gobi. Im Süden und Osten grenzt die Große Mauer das Plateau vom fruchtbaren Lößgebiet Shaanxis ab. Die Fläche beträgt etwa 90.000 km². Die Ordosebene bedeckt den südlichen Teil der Inneren Mongolei, aber auch das Autonome Gebiet Ningxia der Hui und die Provinzen Shaanxi und Gansu.

## Wüstencharakter
Der nördliche Teil des Plateaus besteht aus Steppen und Halbwüsten, die stellenweise in Sandwüste übergehen. Auch wenn es eher eine Steppe als Wüste ist, wird es von manchen Wissenschaftlern als Teil der Wüste Alashan bzw. der Gobi eingeordnet. Im südlichen Teil ist vereinzelt bescheidener Ackerbau möglich, wenn durch Flüsse genügend Wasser zur Verfügung steht. Die Niederschläge nehmen von West nach Ost zu, dementsprechend geht in dieser Richtung die extensive Viehhaltung von Schafen und Ziegen zur normalen Landwirtschaft über. So wachsen im Norden nur Gräser und vereinzelte Sträucher (z. B. Feld-Beifuß auf den Dünen im Norden), während Richtung Süden mehr Büsche und dichtere Vegetation vorkommen.

## Relief
Die Wüste kann als mittlere Stufe zwischen dem Himalaya und der tibetischen Hochebene und dem Flachland im Osten Chinas angesehen werden. Nach Süden hin steigt sie auf eine Höhe von über 1.500 m an. Im Westen verlaufen die Arbisoberge entlang des Gelben Flusses. Sie überragen die Ebene um etwa 900 m und stellen eine Verknüpfung zur Alashan dar.
Der Nordteil des großen Flussbogens ist mit 12 bis 15 m hohen Dünen bedeckt. Mancherorts reichen diese Dünen dicht an den Fluss, an anderen Stellen ist ein trennender Gürtel aus Sand und auch Ton dazwischen, welcher Klippen bildet, die bis zu 30 m über dem Fluss sein können. Die Sanddünen können auch auf dem gegenüberliegenden Ufer fortlaufen, wo sie von ausgetrockneten Flussbetten durchzogen werden.
Das In Shan nördlich des Flusses unterscheidet sich von den anderen Gebirgen in der südlichen Mongolei durch das Wasser und die folglich reiche Vegetation. Ein Gebirgszug, der Munni-ula, zeichnet sich zudem durch steile Flanken und enge, raue Schluchten aus.

## Historische Bedeutung
Aufgrund seiner Lage und Fruchtbarkeit war es Futtergebiet für die Tiere der nördlichen nomadische Stämme wie den Xiongnu oder Mongolen und diente dadurch oft als Einfallstor für die katastrophalen Überfälle in China.
Nach 781 brachten die Tibeter weite Teile des Gebietes unter ihre Kontrolle. 982 bis 1227 stand es unter der Herrschaft der tangutischen Xixia

## Bevölkerung
Das Gebiet war über einige Jahrhunderte von nomadischen Reitervölkern besetzt, die oft im Krieg mit der Regierung Chinas standen. Möglicherweise handelte es sich dabei auch um Osttürken. Im ersten und zweiten Jahrhundert n. Chr. gehörte es den Xiongnu. Nach dem Aufstand der muslimischen Minderheit, der Hui-Chinesen, 1869 wurde das Land teilweise entvölkert.
Im Jahr 1989 belief sich die Bevölkerung des Ordos-Plateaus auf 1,2 Millionen, von denen 88 % Han-Chinesen und nur 12 % Mongolen waren. 83 % der Bevölkerung lebten auf dem Lande, 17 % in Städten.

## Klima

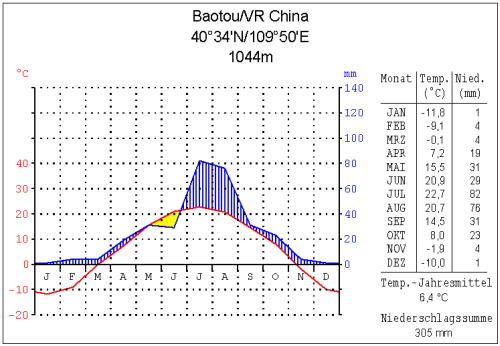
Klimadiagramm Baotou

Das Klima des Ordos wird durch trocken-kalte Winter und feucht-warme Sommer geprägt. Die jährliche Niederschlagssumme beläuft sich auf 200 mm im Westen und bis zu 450 mm im Osten, die vor allem während Gewitterstürmen zwischen Juni und September fallen. Im Januar liegt die Durchschnittstemperatur zwischen -13 und -10 °C, dazu kommen kalte Winde aus dem Nord und Westen. Der Niederschlag weist allerdings eine große Variabilität auf, so dass das Dürrerisiko recht groß ist. Ein zusätzliches klimatisches Merkmal ist das häufige Auftreten starker Winde.
Der Erdboden besteht aus einer Mischung aus Ton und Sand, weshalb er sich wenig für Ackerbau eignet. Das Gebiet hat einige Soda-Vorkommen, die abgebaut werden. Ein erheblicher Teil der Böden des Ordos ist degradiert, da zum einen im 20. Jahrhundert – vor allem zwischen 1958 und 1962 und zwischen 1967 und 1972 – etwa 20 % der Weideflächen in Ackerland umgewandelt wurden. Zum anderen fand aufgrund der Bevölkerungszunahme eine Überweidung statt, da immer mehr Vieh auf der gleichen Fläche gehalten wurde. Beides zusammen führte in Verbindung mit den natürlichen Niederschlagsschwankungen zu einer zunehmenden Erosion der labilen Sand- und Lößböden und damit zur Desertifikation.